# Michaił Kwasow
Michaił Jegorowicz Kwasow (ros. Михаил Егорович Квасов) – radziecki działacz partyjny.

## Życiorys
Od 1926 należał do WKP(b), do 1937 był szefem wydziału politycznego sowchozu w rejonie łozowo-aleksandrowskim w okręgu starobielskim, a 1938-1938 I sekretarzem Komitetu Okręgowego KP(b)U w Starobielsku. W 1938 kierował Wydziałem Kierowniczych Organów Partyjnych KC KP(b)U, od 18 czerwca 1938 do 25 stycznia 1949 wchodził w skład KC KP(b)U, od 18 czerwca 1938 do 5 lutego 1941 był zastępcą członka Biura Organizacyjnego KC KP(b)U, a od 13 listopada 1938 do 21 grudnia 1940 I sekretarzem Komitetu Obwodowego KP(b)U w Woroszyłowgradzie (obecnie Ługańsk). Od 21 marca 1939 do 20 lutego 1941 był członkiem Centralnej Komisji Rewizyjnej WKP(b), do 1941 zastępcą ludowego komisarza lokalnego przemysłu paliwowego Ukraińskiej SRR, od 1941 kierował trustem "Kirgizugol" w Osz. Został odznaczony Orderem Lenina (7 lutego 1939).